# Zieria baeuerlenii
Zieria baeuerlenii är en vinruteväxtart som beskrevs av J.A.Armstr.. Zieria baeuerlenii ingår i släktet Zieria och familjen vinruteväxter. Inga underarter finns listade i Catalogue of Life.